# Старе місто Барселони
41°22′51″ пн. ш. 2°10′23″ сх. д. / 41.380833333333° пн. ш. 2.1730555555556° сх. д.
Старе місто (кат. Ciutat Vella, ісп. Ciudad Vieja) — адміністративний район міста Барселони під номером 1. У складі району, що вважається історичним центром міста, знаходяться найстаріші квартали Барселони. Старе місто розташоване між Середземним морем та районом Ешампле.
До складу Старого міста входять чотири підрайони (barrios):
- Готичний квартал
- Барселонета
- Ель Раваль
- Сан-Пере, Санта-Катерина та Ла-Рібера, що складається у свою чергу з кварталів:
  - Ла Рібера
  - Сан-Пере
  - Санта-Катерина